# Контроль тона (тактика в дебатах)

Контроль тона (перечисленный выше как «Ответ на тон») в Иерархии несогласия Грэма. Сверху вниз: опровержение главной идеи напрямую, опровержение какой-либо отдельной ошибки в аргументе с использованием цитат, контраргумент с использованием логики или доказательств, противоречие аргументу без каких-либо доказательств, ответ на тон вместо рассмотрения сути аргумента, нападки на характеристики или авторитет автора при игнорировании сути аргумента, личные оскорбления.

Контроль тона (англ. tone policing, также тоновой троллинг, аргумент тона и ошибка тона) — это тактика апелляции к личности (личностная атака) и тактика дебатов, основанная на критике человека за выражение эмоций. Контроль тона отвлекает от истинности или ложности утверждения, нападая на тон, в котором оно было представлено, а не на само сообщение.
К середине 2010-х годов понятие «контроль тона» стало широко распространённым в кругах социальных активистов США. Он получил широкое распространение в комиксе 2015 года, выпущенном веб-сайтом Everyday Feminism. Многие активисты утверждали, что против феминистских и антирасистских активистов регулярно применялась регулировка тона, критикующая то, как они представляли свои аргументы, а не сами аргументы.
Один писатель описал контроль над тоном как «когда кто-то (обычно привилегированный человек) в разговоре или ситуации о притеснении смещает фокус разговора с обсуждаемого угнетения на то, как оно обсуждается. Контроль тона отдаёт в ситуации приоритет комфорту привилегированного человека над угнетением обездоленного человека» .

## Примеры
Контроль за тоном часто направлен на женщин и может происходить из стереотипа о том, что женщины более эмоциональны, чем мужчины, и особенно из стереотипа «злой чернокожей женщины». В книге Бейли Поланд «Домогательства, жестокое обращение и насилие в Интернете» она говорит о том, что контроль тона часто нацелен на женщин и является попыткой сокрушить или заставить замолчать оппонентов, которые могут быть ниже по «лестнице привилегий». Она определяет контроль тона как форму киберсексизма, поскольку он позволяет мужчинам доминировать над женщинами в дебатах, выступая в качестве авторитетов в отношении приемлемых подходов. Мужчины, сосредоточив внимание на тоне женщин, основали исход дебатов не на аргументе, а на использовании мужчиной либо «уважительного» взаимодействия, либо агрессивного преследования.

Женщины во многих онлайн-обсуждениях оказываются в безвыходной ситуации, когда их речь становится поводом для разногласий и преследований независимо от темы или стратегии разговора, а их аргументы игнорируются или отбрасываются... Хотя кто угодно может заниматься контролем тона, он часто нацелен на женщин, чтобы помешать женщине высказать своё мнение в обсуждении. 
В книге Кита Байби «Как работает вежливость» он отмечает, что феминисткам, демонстрантам Black Lives Matter и антивоенным демонстрантам часто было сказано «успокоиться и постараться быть более вежливыми». Он утверждает, что контроль тона — это способ отвлечь внимание от несправедливости и перенести фокус на стиль жалобы вместо того, чтобы рассматривать саму жалобу.

## Возможные злоупотребления
В своей статье для The Harvard Crimson Шубханкар Чхокра утверждал, что, хотя несправедливо отмахиваться от феминисток или сторонников Дональда Трампа из-за их гнева, открытый диалог в поисках истины также часто осуждается как контроль тона.

## Использованная литература
1. ↑  How tone policing legitimizes injustice (and private police). The Johns Hopkins News-Letter. Дата обращения: 4 июня 2020. Архивировано 4 июня 2020 года.
2. ↑  So you want to talk about race. — С. 205–206. — ISBN 9781580058827.
3. ↑  Bailey Poland (2016) Haters: Harassment, Abuse, and Violence Online Архивировано 23 февраля 2020 года., p. 46.  University of Nebraska Press.  ISBN 9781612348728.
4. ↑  Keith Bybee (2016) How Civility Works Архивировано {{{2}}}., p. 30. Stanford University Press. ISBN 9781503601543.
5. ↑  Chhokra, Shubhankar (8 апреля 2016). The Myth of Tone Policing. The Harvard Crimson. Архивировано 18 апреля 2018. Дата обращения: 8 августа 2022.